# Regenbogen Karaoke Party
Regenbogen Karaoke Party ist das dritte Videoalbum der deutschen Pop- und Schlagersängerin Vanessa Mai.

## Entstehung und Artwork
Entstehung
Bei Regenbogen Karaoke Party handelt es sich um ein Videoalbum mit Karaokeaufnahmen. Zu allen darauf enthaltenen Liedern wurden Videos aus verschiedenen Diashows zusammengestellt, in denen Ausschnitte von Fototerminen, Konzerten oder TV-Auftritten zu sehen sind. Zu einigen Titeln wurden auch die offiziellen Musikvideos verwendet. Während den Strophen ist der minimale Gesang von Vanessa Mai zu hören, in den Refrains ist ihre Stimme klar zur Unterstützung zu hören. Die Freiwillige Selbstkontrolle der Filmwirtschaft gab das Videoalbum ab 0 Jahren frei.
Alle Lieder des Albums wurden von neun wechselnden Autoren geschrieben. Die meisten Autorenbeteiligungen stellt Dieter Bohlen. Dieser schrieb 14 Lieder und damit zwei Drittel aller auf dem Album enthaltenen Titel. Er komponierte und schrieb zwölf dieser Titel in Eigenregie, bei je einem Lied standen ihm Oliver Lukas (Ich sterb für dich) und Mai (Ich kann heut’ Nacht nicht schlafen) als Koautoren zur Seite. Lukas schrieb zudem an drei weiteren Titeln mit, womit er Koautor von vier Liedern, den drittmeisten des Albums, ist. Die zweitmeisten Autorenbeteiligungen stammen von Felix Gauder, der bei sechs Titeln als Autor tätig war. Je drei Lieder schrieb er zusammen mit den Autorenduos Oliver Lukas und Oli Nova sowie Olaf Bossi und Alexandra Kuhn. Mai schrieb neben Ich kann heut’ Nacht nicht schlafen mit Nie wieder einen weiteren Titel, diesen mit dem Autorenduo Katharina Löwel (Kitty Kat) und Bernhard Wittgruber.
Produziert wurden alle Titel im Original durch drei Musikproduzenten. Die meisten Produktionen stammen von Dieter Bohlen, der auch alle seine 14 Autorenbeteiligungen produzierte. Bei zwölf Liedern stand ihm Joachim Mezei als Koproduzent zur Seite. Das Gleiche gilt für Felix Gauder, der ebenfalls alle sechs geschriebenen Titel produzierte. Darüber hinaus wurde mit Nie wieder ein Titel vom deutschen Produzententrio Silverjam (bestehend aus: Patrick Benzner, Dave Roth und Serhat Sakin) produziert.
Artwork
Auf dem Frontcover des Videoalbums ist lediglich – neben Künstlernamen und Albumtitel – Mai vor einem rosèfarbenen Hintergrund zu sehen. Sie trägt ein pinkes Kleid sowie schwarze, mit gelben Plüsch überzogene, Badeschuhe und sitzt mit dem Blick nach unten sowie gespreizten Beinen, auf dem Boden in Richtung des Betrachters. Die Arme drücken das nach oben rutschende Kleid nach unten, auf einem sich spiegelnden Untergrund. Es handelt sich um das gleiche Artwork wie zum Album Regenbogen, nur das dieses mit niederrieselndem Konfetti erweitert wurde. Die Fotografie stammt von Sandra Ludewig, das Artwork von Ronald Reinsberg.

## Veröffentlichung
Die Erstveröffentlichung von Regenbogen Karaoke Party erfolgte als Videoalbum am 11. August 2017 (Katalognummer: 88985436539). Zeitgleich mit der separaten Veröffentlichung erschien es auch als Teil der Fanbox von Regenbogen, die auf 2.500 Einheiten limitiert ist. Das Videoalbum setzt sich aus 21 Videoaufnahmen zusammen, erschien als DVD durch das Musiklabel Ariola und wurde durch Sony Music Entertainment vertrieben. Die meisten Lieder wurden durch den Arabella Musikverlag verlegt (14 Titel). Darüber hinaus wurden Titel von AFM Publishing (8), dem Musikverlag von Mais Ehemann und Manager Andreas Ferber, dem Rudi Schedler Musikverlag (7), OneTwoFour Publishing (5), dem Blue Obsession Musikverlag (4) sowie je ein Tiel von B612 Publishing und Budde Music verlegt.

## Inhalt
Alle Liedtexte des Albums sind in deutscher Sprache verfasst. Zwei Drittel aller Kompositionen und Texte stammen von Dieter Bohlen, der bis auf zwei Lieder auch alle Titel alleine komponierte uns schrieb. Weitere Komponisten und Liedtexter sind Felix Gauder (6 Titel), Oliver Lukas (4), Olaf Bossi, Alexandra Kuhn und Oli Nova (je 3), Vanessa Mai (2) sowie Kitty Kat und Bernhard Wittgruber (je 1). Musikalisch bewegen sich die Lieder im Bereich der Popmusik, stilistisch im Bereich des Popschlagers.
Das Videoalbum setzt sich zum größten Teil aus Stücken des vierten Studioalbums Regenbogen zusammen. Dieses stellt mit 13 Titeln mehr als die Hälfte des Videoalbums. Aus der Standardversion von Regenbogen schafften es lediglich die Titel Echo, Schönster Moment, Sternenmeer und Wenn das wirklich Liebe ist nicht auf die DVD. Darüber hinaus beinhaltet das Videoalbum eine Auswahl von Singleauskopplungen vorheriger Studioalben. So sind zwei Titel aus dem Debütalbum Endlos verliebt, vier aus dem zweiten Studioalbum Wachgeküsst sowie ebenfalls zwei Titel aus dem vorherigen dritten Studioalbum Für Dich enthalten.
Der Hauptgesang stammt von Vanessa Mai, bei vielen Titeln ist darüber hinaus Christoph Leis-Bendorff als Begleitsänger zu hören.
| #  | Titel                                      | Autor(en)                                         | Produzent(en) | Länge | Album           |
| -- | ------------------------------------------ | ------------------------------------------------- | ------------- | ----- | --------------- |
| 1  | Und wenn ich träum *                       | Dieter Bohlen                                     | Dieter Bohlen | 3:35  | Regenbogen      |
| 2  | Regenbogen                                 | Dieter Bohlen                                     | Dieter Bohlen | 3:48  | Regenbogen      |
| 3  | Nie wieder                                 | Katharina Löwel, Vanessa Mai, Bernhard Wittgruber | Silverjam     | 3:49  | Regenbogen      |
| 4  | Ich vermiss dich so                        | Dieter Bohlen                                     | Dieter Bohlen | 3:41  | Regenbogen      |
| 5  | Liebe fragt nicht                          | Dieter Bohlen                                     | Dieter Bohlen | 3:50  | Regenbogen      |
| 6  | Dieser eine Augenblick                     | Dieter Bohlen                                     | Dieter Bohlen | 3:38  | Regenbogen      |
| 7  | Wolke                                      | Dieter Bohlen                                     | Dieter Bohlen | 3:38  | Regenbogen      |
| 8  | Unbekannter Engel                          | Dieter Bohlen                                     | Dieter Bohlen | 3:38  | Regenbogen      |
| 9  | Nachts an meinem Fenster                   | Dieter Bohlen                                     | Dieter Bohlen | 3:20  | Regenbogen      |
| 10 | Ja bei Nacht da leuchten all die Sterne    | Dieter Bohlen                                     | Dieter Bohlen | 3:34  | Regenbogen      |
| 11 | Unser Lied                                 | Dieter Bohlen                                     | Dieter Bohlen | 3:19  | Regenbogen      |
| 12 | Ich hätte niemals gedacht                  | Dieter Bohlen                                     | Dieter Bohlen | 3:59  | Regenbogen      |
| 13 | Ich kann heut’ Nacht nicht schlafen        | Dieter Bohlen, Vanessa Mai                        | Dieter Bohlen | 3:58  | Regenbogen      |
| 14 | Ich sterb für dich *                       | Dieter Bohlen, Oliver Lukas                       | Dieter Bohlen | 3:14  | Für Dich        |
| 15 | Mein Herz schlägt Schlager                 | Felix Gauder, Oliver Lukas, Oli Nova              | Felix Gauder  | 3:25  | Wachgeküsst     |
| 16 | Es wird schon hell über Berlin             | Felix Gauder, Oliver Lukas, Oli Nova              | Felix Gauder  | 3:27  | Wachgeküsst     |
| 17 | Ich versprech dir nichts und geb dir alles | Olaf Bossi, Felix Gauder, Alexandra Kuhn          | Felix Gauder  | 4:10  | Endlos verliebt |
| 18 | Wolke 7 *                                  | Felix Gauder, Oliver Lukas, Oli Nova              | Felix Gauder  | 3:56  | Wachgeküsst     |
| 19 | Wachgeküsst *                              | Olaf Bossi, Felix Gauder, Alexandra Kuhn          | Felix Gauder  | 3:49  | Wachgeküsst     |
| 20 | Meilenweit *                               | Dieter Bohlen                                     | Dieter Bohlen | 3:39  | Für Dich        |
| 21 | Jeans, T-Shirt und Freiheit                | Olaf Bossi, Felix Gauder, Alexandra Kuhn          | Felix Gauder  | 3:43  | Endlos verliebt |

## Mitwirkende (Auswahl)
Albumproduktion
- Olaf Bossi: Komponist (Lieder: 17, 19, 21), Liedtexter (Lieder: 17, 19, 21)
- Dieter Bohlen: Komponist (Lieder: 1–2, 4–14, 20), Liedtexter (Lieder: 1–2, 4–14, 20), Musikproduzent (Lieder: 1–2, 4–14, 20)
- Felix Gauder: Komponist (Lieder: 15–19, 21), Liedtexter (Lieder: 15–19, 21), Musikproduzent (Lieder: 15–19, 21)
- Alexandra Kuhn: Komponist (Lieder: 17, 19, 21), Liedtexter (Lieder: 17, 19, 21)
- Christoph Leis-Bendorff: Begleitgesang (Lieder: 1–2, 4–14, 20)
- Katharina Löwel (Kitty Kat): Komponist (Lied 3), Liedtexter (Lied 3)
- Oliver Lukas: Komponist (Lieder: 15–16, 18), Liedtexter (Lied 14–16, 18)
- Vanessa Mai: Gesang (Lieder: 1–21), Liedtexter (Lieder: 3, 13)
- Joachim Mezei: Koproduzent (Lieder: 1–2, 4–13)
- Oli Nova: Komponist (Lieder: 15–16, 18), Liedtexter (Lieder: 15–16, 18)
- Silverjam: Musikproduzent (Lied 3)
- Bernhard Wittgruber: Komponist (Lied 3), Liedtexter (Lied 3)

Unternehmen
- AFM Publishing: Verlag (Lieder: 3, 13, 15–19, 21)
- Arabella Musikverlag: Verlag (Lieder: 1–2, 4–14, 20)
- Ariola: Musiklabel (Lieder: 1–21)
- B612 Publishing: Verlag (Lied 3)
- Blue Obsession Musikverlag: Verlag (Lieder: 1–2, 4, 20)
- Budde Music: Verlag (Lied 3)
- OneTwoFour Publishing: Verlag (Lied 15–19, 21)
- Rudi Schedler Musikverlag: Verlag (Lieder: 3, 15–19, 21)
- Sony Music Entertainment: Vertrieb (Lieder: 1–21)

Visualisierung (Cover)
- Sandra Ludewig: Fotograf
- Ronald Reinsberg: Artwork

## Rezeption

### Rezensionen
Das deutschsprachige Online-Magazin schlagerfieber.de ist der Meinung, das es die Karaoke-Party-DVD in sich habe. Während ihrer Rezension kommen sie zum Entschluss, das hiermit der nächste lustige Abend zu Hause gerettet und es eine „klasse Vorbereitung“ zur Regenbogen Tour sei.

### Charts und Chartplatzierungen
In Deutschland werden die Verkäufe aufgrund von Additionsregeln zu den Verkäufen des Albums Regenbogen hinzuaddiert und gehen dementsprechend in deren Chartauswertung in den Albumcharts ein. In Österreich platzierte sich das Videoalbum eine Woche in den Musik-DVD-Charts und erreichte dabei in der Chartwoche vom 1. September 2017 Rang zehn. In der Schweiz platzierte es sich ebenfalls eine Woche in den Musik-DVD-Charts und erreichte dabei Rang neun in der Chartwoche vom 20. August 2017.
Für Vanessa Mai ist es sowohl in Österreich, als auch in der Schweiz, nach Wachgeküsst – Live aus dem Parktheater Augsburg und Für Dich – Live aus Berlin, das dritte Chart- und Top-10-Album in den Musik-DVD-Charts. In beiden Ländern ist es nach Für Dich – Live aus Berlin der zweite Charterfolg binnen acht Monaten.